# 暹粒國際航空
暹粒國際航空是泰国曼谷航空属下的航空公司，以柬埔寨暹粒市吴哥国际机场为基地的航空公司。
由於安全水平問題，歐盟禁止柬埔寨註冊的飛機飛行。但是由於暹粒航空公司屬下所有飛機都不是在柬埔寨註冊，暹粒航空公司正在與歐洲聯盟談判；談判期間，暹粒航空公司暫停了所有國內及國際航班 （页面存档备份，存于）。

## 航班
- 曼谷
- 香港
- 金边
- 琅勃拉邦

## 機隊
- 1架ATR-72（由曼谷航空營運）
- 2架空中巴士A320（由曼谷航空營運）